# Wzgórze Trzech Muszkieterów
Wzgórze Trzech Muszkieterów (ang. Three Musketeers Hill) - wzgórze z trzema klifami (Filar Kowalskiego, Filar Kumocha i Filar Zubka) na Wyspie Króla Jerzego, nad północnym wybrzeżem Zatoki Mackellara, powyżej Lodowca Domeyki, na północ od Pagórka Stołowego. Wznosi się na ok. 300 m n.p.m. 